# Economia de Brasília

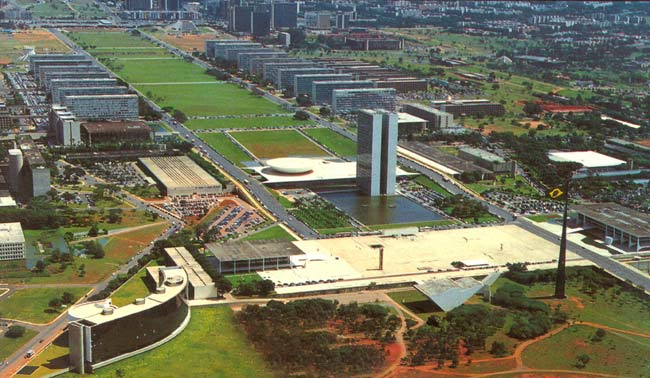
A Praça dos Três Poderes, em 2006. Como capital federal, a economia de Brasília está fortemente ligada ao setor público

A economia de Brasília forma o terceiro maior Produto Interno Bruto municipal do Brasil. Em 2017, este montante foi calculado em R$ 244,6 bilhões, sendo superado apenas pelo de São Paulo e do Rio de Janeiro. Como a capital federal, Brasília é o centro político brasileiro, reunindo uma grande quantidade de repartições e de servidores públicos. O setor terciário era responsável pela criação de 94,3% de suas riquezas, superando largamente o secundário e o primário. Com uma força de trabalho de 1,3 milhão de pessoas em 2018, possuía o maior PIB per capita do país em 2017.

## Histórico

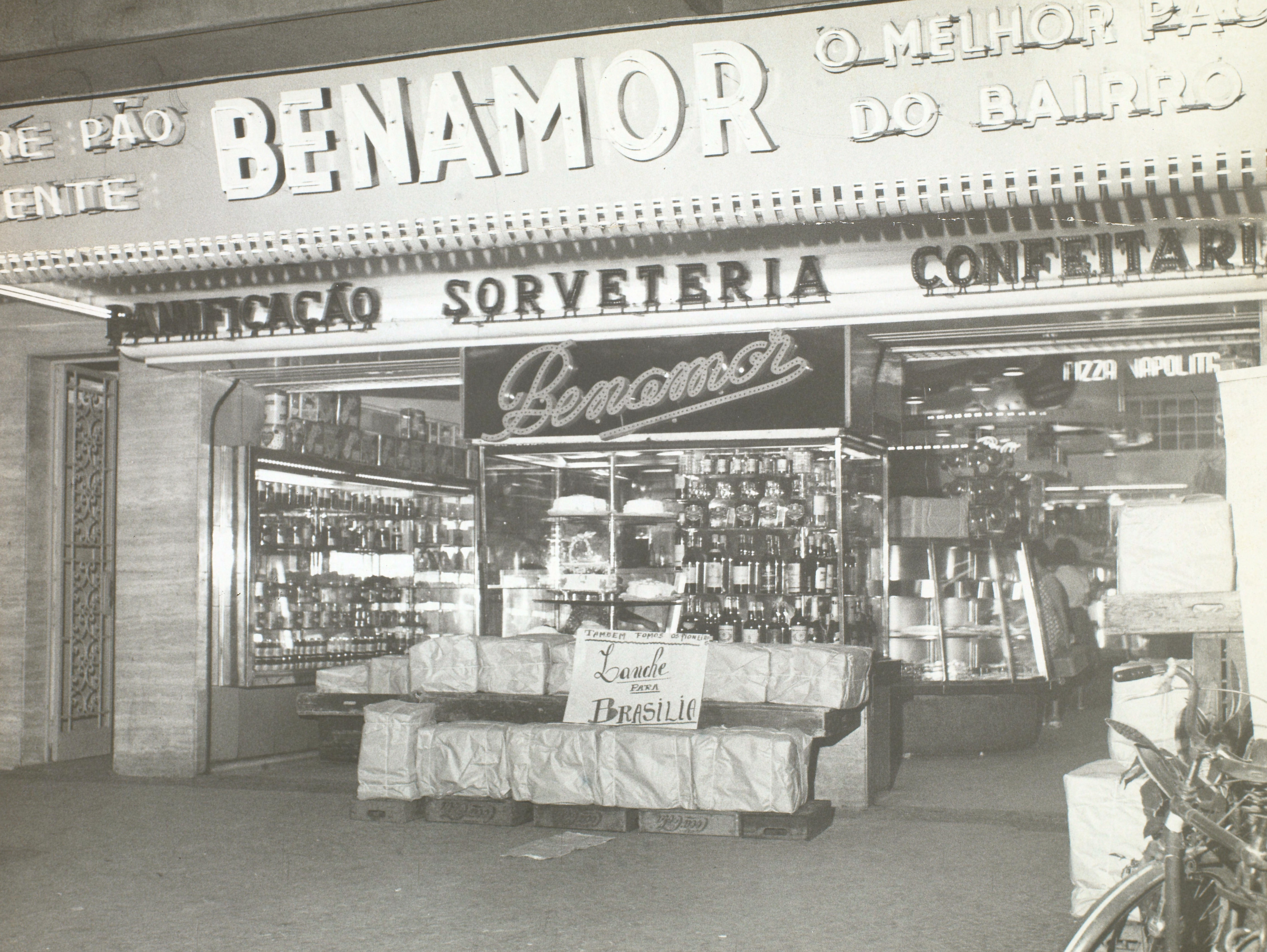
Um estabelecimento comercial em Brasília durante seus anos iniciais

Brasília passou a desenvolver sua economia local durante o processo de construção. Inaugurada em abril de 1960, naquele ano já havia dois mil estabelecimentos comerciais na cidade. Na mesma década, as regiões administrativas do Distrito Federal iniciaram o cultivo de pequena quantidade de frutas, incluindo abacaxi, banana e laranja. Nos anos seguintes, Brasília desenvolveu-se rapidamente, atraindo uma grande quantidade de novos moradores e estimulando a ocupação do Centro-Oeste brasileiro. No censo de 1980, a cidade chegou a 1,1 milhão de habitantes, número que mais que se duplicou na estimativa populacional de 2009.
Na década de 1990, o setor da construção civil perdeu força e deixou de ser o principal impulsor da economia local. Ao mesmo tempo, este foi substituído pelo de serviços, que em meados da década era responsável por empregar 75% da população economicamente ativa. O setor de turismo, por sua vez, expandiu-se desde os anos 1980 e no século XXI a cidade se converteu em um dos principais destinos de turistas nacionais e internacionais.

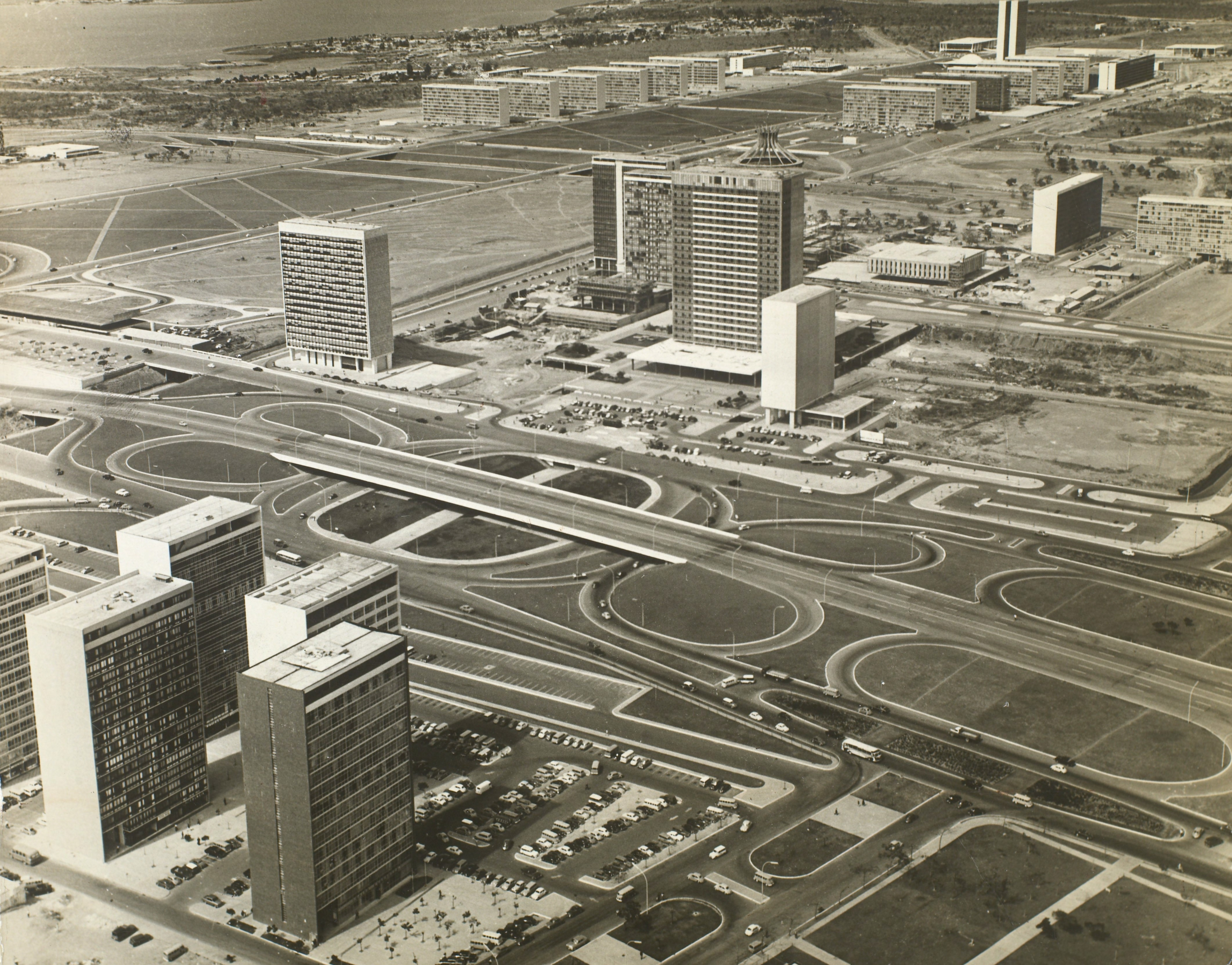
Vista aérea de Brasília, incluindo o Setor Comercial, na década de 1970

Brasília foi tombada como um Patrimônio Cultural da Humanidade pela Organização das Nações Unidas para a Educação, a Ciência e a Cultura (UNESCO) em 1987. Consequentemente, o governo local optou por incentivar o desenvolvimento de indústrias não poluentes, como a de software, cinema, vídeo, gemologia, entre outras, com ênfase na preservação ambiental e na manutenção do equilíbrio ecológico, preservando o patrimônio da cidade.
Desde sua origem, Brasília apresenta uma segregação socioespacial em relação às demais localidades do Distrito Federal. As denominadas "cidades satélites" receberam as pessoas que não se enquadravam no Plano Piloto, a região mais rica da cidade que, juntamente com o Lago Sul e o Lago Norte, constitui uma "ilha da fantasia." Uma parcela significativa dos trabalhadores de Brasília se deslocam de tais regiões. Em 2019, enquanto o salário médio dos moradores do Plano Piloto era de R$ 20 mil, o dos da Cidade Estrutural era de apenas um salário mínimo, ou R$ 998,00. Como resultado, Brasília registra uma desigualdade social maior que a do resto do país.

## Estatísticas

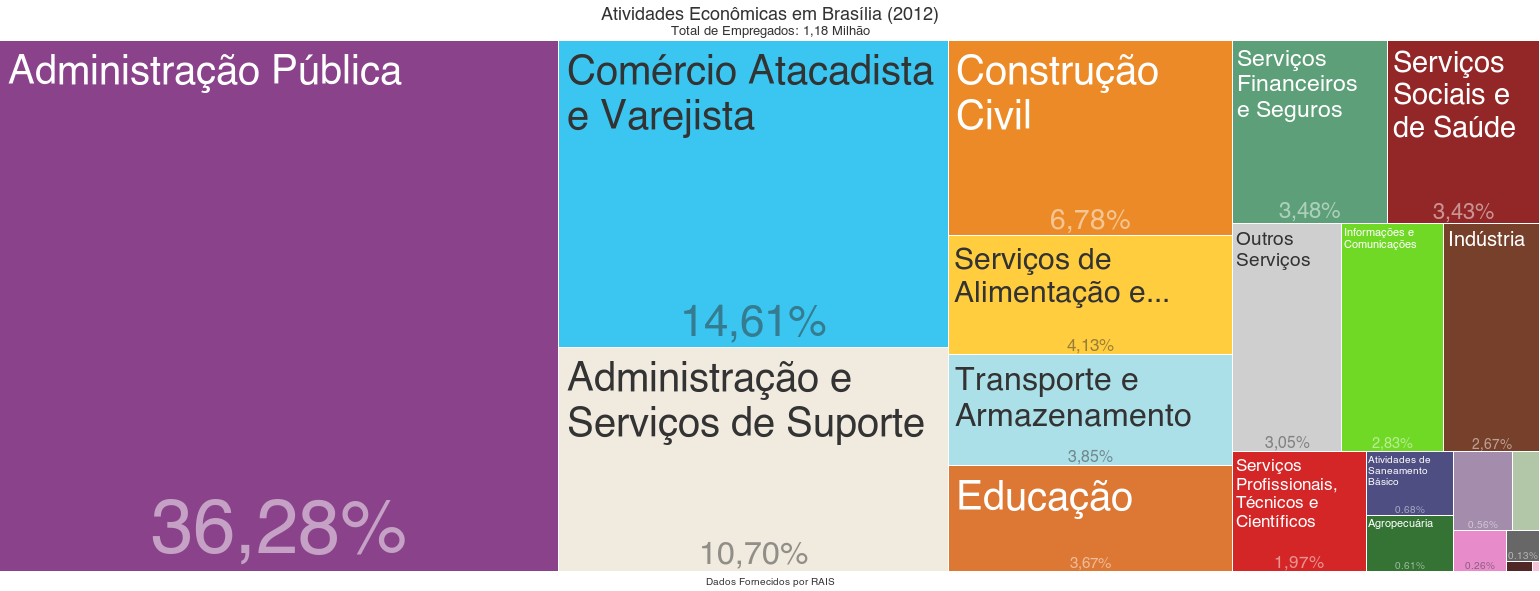
Atividades econômicas de Brasília por número de empregados, em 2012

Em 2017, o Instituto Brasileiro de Geografia e Estatística (IBGE) reportou que o Produto Interno Bruto (PIB) de Brasília era de R$ 244,682 bilhões, atrás apenas da cidade de São Paulo, com R$ 699,2 bilhões, e da cidade do Rio de Janeiro, com R$ 337,5 bilhões. O PIB brasiliense representou 3,72% do total de riquezas produzidas pelo Brasil. Após Brasília, figurou-se Belo Horizonte (R$ 88,9 bilhões), Curitiba (R$ 84,7 bilhões), Osasco (R$ 77,9 bilhões), Porto Alegre (R$ 73,8 bilhões) e Manaus (R$ 73,2 bilhões).
Em 2018, o salário médio mensal em Brasília era de 5,5 salários mínimos, o mais alto do país. No mesmo ano, 1.352.143 pessoas, ou 45,5% da população total, eram consideradas "ocupadas". Em 2016, registrou-se que Brasília contava com 1.025.829 vínculos trabalhistas, sendo que 91,25% estavam ligados ao setor de serviços, 8,14% à indústria e 0,61% à agricultura. No setor de serviços, a administração pública, a defesa e a seguridade social empregavam 26,04% dos trabalhadores e eram a fonte de 53,04% da massa salarial, um reflexo dos altos salários pagos no serviço público. A quantidade de trabalhadores no setor de serviços mais que dobrou de 1991 a 2011, de 331 mil para 703 mil.
Em 2020, o orçamento do Governo do Distrito Federal (GDF) era de 27,359 bilhões. Os maiores gastos públicos estavam concentrados no pagamento de salários e encargos sociais (R$ 14,7 bilhões), despesas correntes (R$ 7,9 bilhões), investimentos (R$ 1,4 bilhão) e juros, encargos e amortização da dívida (R$ 650,8 milhões). O GDF mantinha vínculo empregatício com 125,6 mil pessoas em 2018. Em 2019, as receitas do governo distrital superaram as despesas em R$ 174,9 milhões. Ainda assim, mantinha uma dívida pública consolidada de R$ 8,6 bilhões em 2018.

### Setores

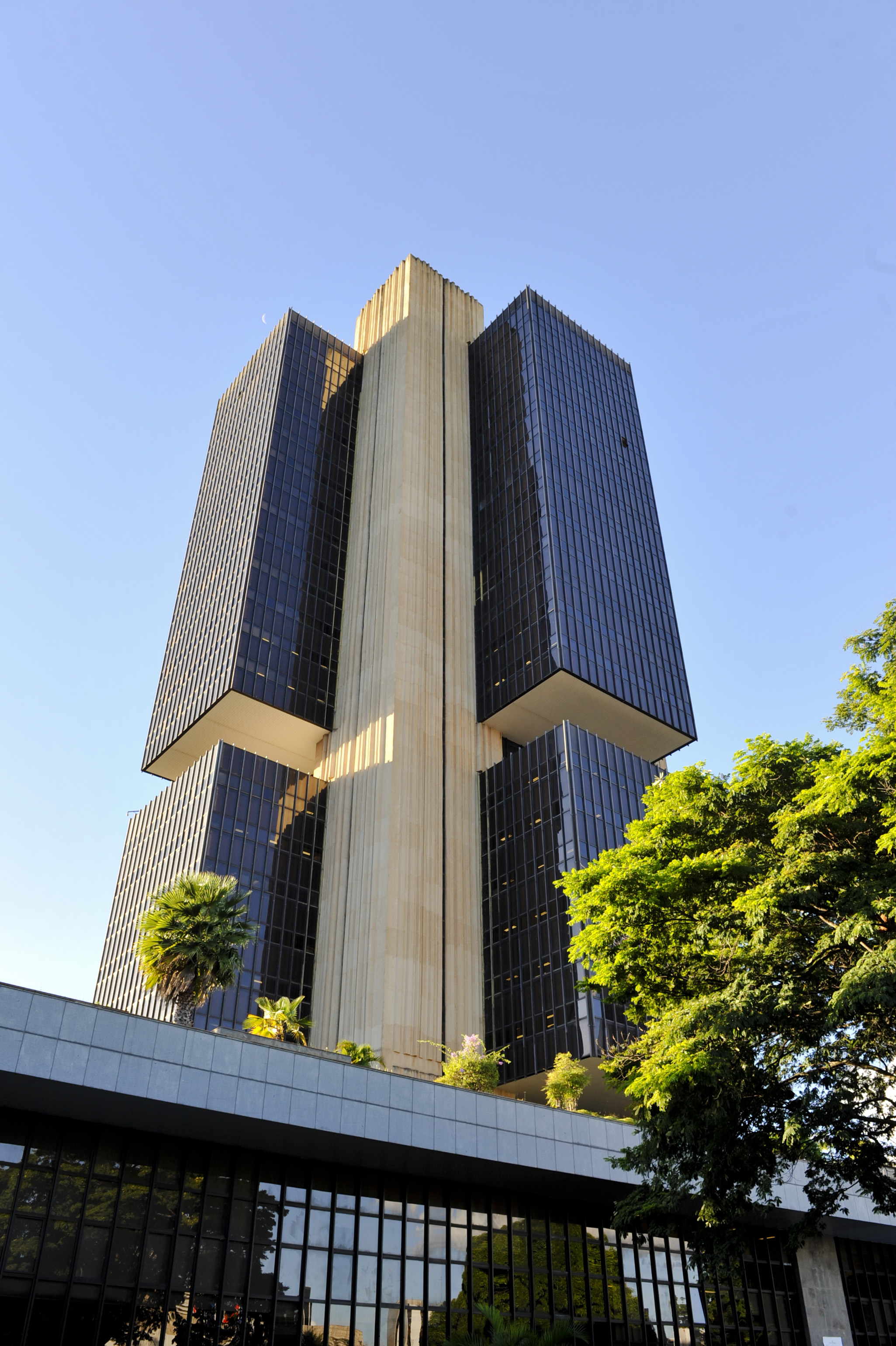
Sede do Banco Central do Brasil, em Brasília

Considerando-se a hipótese dos três setores da economia, a economia de Brasília é dividida em:
- Terciário (94,3%), de serviços, que subdivide-se em:[3]

1. Comunicações: na cidade se encontra o quartel geral da companhia Brasil Telecom, estações públicas e privadas de televisão, incluindo-se oficinas regionais, como as da Rede Globo, SBT, Rede Bandeirantes, Rede Record, Rede TV! e as principais oficinas da TV Câmara, TV Senado e Justiça;
2. Finanças: Brasília é a sede do Banco Central do Brasil, Banco do Brasil, Banco de Brasília, Caixa Econômica Federal, entre outros;
3. Entretenimento;
4. Tecnologia de informática: com companhias como Politec, Poliedro, CTIS, entre outras;
5. Serviços legais.

- Secundário (5,4%), que compreende as indústrias, entre as quais se destacam:[3]

1. Construção: Paulo Octavio, Via Construções e Irmãos Gravia, entre outras;
2. Processamento de alimentos: Perdigão, Sadia.

- Primário (0,3%), sendo:[3]

1. Os principais produtos agrícolas produzidos em Brasília são o café, hortaliças e grãos, milho, morango, entre outros. Existem mais de 100 mil cabeças de bubalinos e gado e exportam-se produtos feitos a partir de madeira em todo o mundo.